# Katarina Zrinska
Katarina Zrinska, född 1625, död 1673, var en kroatisk adelskvinna och poet.
Hon åtalades 1671 för delaktighet i Zrinski-Frankopankonspirationen, som ledde till att både hennes make och bror avrättades, medan hon själv dömdes till husarrest i ett kloster. 
Hon kom under 1800-talet att hyllas som patriotisk hjältinna av den kroatiska nationalrörelsen. 